# レイヴ (ロックバンド)
レイヴは日本のロックバンド。2012年結成。通称・略称共にレイヴが用いられる。プロダクションは、PS COMPANY（2014年 - 2018年）から移籍し、24RECORDS（2018年 - ）に所属。

## 現メンバー
| メンバー名          | 生年月日／出身地／血液型         | パート     | 在籍期間        |
| ------------------- | -------------------------------- | ---------- | --------------- |
| レン                | 3月２日／長崎県出身／O型         | ヴォーカル | 2012年8月18日 - |
| nisa（ニサ）        | 8月21日／宮崎県出身／A型         | ギター     | 2013年8月1日 -  |
| 悠（ユウ）※リーダー | 12月30日／長崎県出身／OよりのA型 | ベース     | 2012年8月18日 - |
| 凪（ナギ）          | 4月6日／福岡県出身／B型          | ドラム     | 2012年8月18日 - |

## 過去に在籍したメンバー
| メンバー名       | 生年月日／出身地／血液型 | パート | 在籍期間                       |
| ---------------- | ------------------------ | ------ | ------------------------------ |
| みくる           | 5月18日／福岡県出身／A型 | ギター | 2012年8月18日 - 2016年10月26日 |
| jade（ジェイド） | 12月2日／熊本県出身／O型 | ギター | 2012年8月18日 - 2013年5月16日  |

## 活動概要、来歴
※Vif連載「レイヴのすゝめ」内参照
「其の壱　〜レイヴの“これまでとこれからと”前編〜」
「其の弐　〜レイヴの“これまでとこれからと”後編〜」

### バンド
元々は、レンと悠と凪、みくるとjadeの二つのバンドの集合体。
レンと悠は高校の同級生で、その当時から現在まで一緒に活動している。
メンバーの仲が良く、バンド界では珍しくメンバー同士で飲みに行くことが多い。
車の免許をメンバー全員が持っている。
福岡で活動していた当時から東京に来ることがとても多く、月の半分以上は東京に滞在していた。宿泊費節約のため、東京に一軒家を借りてメンバー全員で共同生活をしていた。
ライブのエンティングに「よー、サディスティック！」という掛け声が恒例となっている。ただし近年ではイベントライブでは行わず、ワンマンライブだけで行うことが多い。

## メンバー

### レン
2012年のバンド結成時からヴォーカルを務める。独特の世界観のある詞を書き、強く感情を込めて歌う。
影響を受けた音楽ジャンルは、グラムロック、パンクロック、UKロック。影響を受けたアーティストは、吉井和哉、峯田和伸、ビリー・ジョー・アームストロング（グリーン・デイ）、ジョン・レノン。
結成当初から最も見た目が変わった。
他のメンバーはあまり方言が出ないが、一人だけゴリゴリの長崎弁。悠曰く「地元に帰ると方言が直る」。
自他ともに認める遅刻魔No.1で、歌詞を忘れがち。
交友関係は、マモ（R指定）、伊吹玲乃（SHiSHi）、奏多（ぞんび）、豹（シェルミィ）。

### nisa
レイヴのスタッフを経て、2013年8月1日正式加入。ギタリストの枠を越え、オフィシャルサイト、ポスターやジャケットデザイン、映像・音楽編集、ネット配信のエンジニアなどマルチにこなすため、nisa万能説が唱えられている。初めてWEBサイトを作ったのは小学2年生の頃。
加入前のサポート時は元メンバーの衣装を着用していた事もある。
加入の際に「今までローディだったから言いませんでしたけど、これからは言いますよ」と言った。
「SETSUDAN」のMV撮影する頃、悠に車で送ってもらい当時リード曲は基本悠が作曲していた為「俺めっちゃ文句言いますよ」と言い残して車を降りたことがある。
悠は「もっと言い方あるやろ！」と思ったのを強烈に覚えているらしい。
最も影響を受けた音楽ジャンルは、メタル。元々はヴィジュアル系が嫌いだった。最近はどんなジャンルでも取り入れ、特にアイドルの音楽性を高く評価している。影響を受けたアーティストは、SEX MACHINEGUNS、大村孝佳、MintJam。
2014年3月に、aoi→nisaに改名。
ギターソロはメロディアスな泣きのフレーズ、そして速弾き多めのテクニシャン。
ゲームアプリ「エレメンタルストーリー」の高ランクプレイヤーで、2020年7月には公式生放送のMCに就任。一部BGM制作にも携わる。
朝方寝て昼に起きる。目覚ましがないと起きられない。
肌が弱いため、アクセサリーはループタイを愛用している。靴は一年中ブーツ。
交友関係は、ひヵる（ダウト）、K（ex.BORN）、未月（アンフィル）、奈緒（アルルカン）、yuya（Develop One’s Faculties）、由羽（the Raid.）などギタリストが多い。natsume（LEZARD）、師人（MIMIC）、みお（MIMIC）はレイヴ加入前のバンドメンバー。来夢（キズ）とは同郷の先輩後輩関係である。

### 悠
2012年のバンド結成時からのメンバーでリーダーを務める。
ライブでは煽り担当で、安定感のあるベースを響かせる。
13歳から母親の影響でGACKTを聴き始め、MALICE MIZERで初めてヴィジュアル系の音楽に触れる。その後様々なヴィジュアル系アーティストに触れ、L’Arc〜en〜Cielに最も影響を受ける。高校でレンと知り合い、洋楽ロックにのめり込みバンドを始めた。当初はヴィジュアル系バンドをやる気はなかった。
2014年3月、ライブの告知動画内で発した「石田悠 抜けました（親知らずが）」という言葉にファンが騙され、号泣した。
自身のファンからは「イケメンの代名詞」の呼び声が高く、髪型がよく変わる。自宅でできる方法を探すほどのサウナ好き。意識が高く定期的に体を絞っている。
バンド内で唯一個人のオフィシャルLINEアカウントがある。
動物が好きで2017年7月からトカゲの「トモゾウ」、2019年1月から犬の「まる」と一緒に暮らしている。
交友関係は、七星（R指定、gives）、憂也（ex.inc.RIBON）、翔也（DIAURA）、猟平（ex.CLØWD）。また、レイヴの元マネージャーとは親友関係。

### 凪
2012年のバンド結成時からドラマーとして活動。
影響を受けた音楽ジャンルは、洋楽ロック。
折れそうなほど細いが、驚くほどパワフルなドラムプレイをする。作曲はしないが、メンバーでありながら1ファンとしてバンドへの愛は強い。
綺麗な顔立ちをしているが、意外性が強いヘアメイクや奇抜な衣装も多い。美意識が高くサロンに通いネイルやフォトフェイシャルも行っている。タピオカが好き。
トカゲが好きで2018年12月から「れもん」、2019年3月からは「ばなな」「おもち」と一緒に暮らしている。
昼夜問わず何を食べても太らない特異体質。
大阪遠征時、メンバーとお酒（梅酒ソーダ）を飲んだ後に入浴し、大浴場で意識朦朧となったことがある。

### みくる
2012年のバンド結成時からギタリストとして活動。作曲はもちろん楽曲の振り付けも担当し、振り付け動画にも自ら出演した。
2016年10月26日午前4時51分、永眠。11月14日には福岡DRUM Be-1と渋谷ZEAL LINKにて献花式が執り行われた。

## 楽曲製作
レイヴの楽曲の作詞の全てをレンが、作曲のほとんどをnisaと悠が担当している。2019年6月リリースのシングル『BOTEKURI』以降はレンの作った曲がシングルの表題曲として用いられている。nisaの作る楽曲はロックサウンド強めで、フレーズなど細部へのこだわりが強く、他メンバーからは「nisaの曲は技術が上がる」と言われている。悠の楽曲はキャッチーなメロディーが特徴的。
結成当初にライブでのみ4回ほど披露してお蔵入りになった楽曲がある。
2012年12月24日発売のミニアルバム『フラチズム』収録の楽曲「アイコトバ」の原曲はメタル調だった。

## 作品
※Vif連載「レイヴのすゝめ」内「其の弐　〜レイヴの“これまでとこれからと”後編〜」参照
| 発売日          | タイトル               | 販売形態           | 販売形態  | 規格品番   | 概要                                 | 視聴                                             |
| --------------- | ---------------------- | ------------------ | --------- | ---------- | ------------------------------------ | ------------------------------------------------ |
| 2012年8月18日   | ALIVE                  | 通常盤             | CD        | RVCD-001   | 1stシングル                          | Digest                                           |
| 2012年12月24日  | フラチズム             | 通常盤             | CD        | RVCD-002   | 1stミニアルバム                      | Digest                                           |
| 2013年4月5日    | 純情ビッチ             | 通常盤             | CD        | RVCD-003   | 2ndシングル                          | Digest                                           |
| 2013年9月25日   | 妄想×カニバリズム      | 初回限定盤         | CD+DVD    | RVCD-004B  | 3rdシングル                          | Digest SETSUDAN MV                               |
| 2013年9月25日   | 妄想×カニバリズム      | 通常盤             | CD        | RVCD-004   | 3rdシングル                          | Digest SETSUDAN MV                               |
| 2014年5月28日   | トイパレッドワルツ     | 初回限定版盤       | CD+DVD    | PSIM-30041 | 4thシングル                          | トイパレッドワルツ MV                            |
| 2014年5月28日   | トイパレッドワルツ     | 通常盤             | CD        | PSIM-20033 | 4thシングル                          | トイパレッドワルツ MV                            |
| 2014年8月20日   | アクメ狂詩曲           | 初回限定盤         | CD+DVD    | PSIM-30042 | 5thシングル                          | アクメ狂詩曲 MV                                  |
| 2014年8月20日   | アクメ狂詩曲           | 通常盤             | CD        | PSIM-20034 | 5thシングル                          | アクメ狂詩曲 MV                                  |
| 2014年11月26日  | オヒトリセレナーデ     | 初回限定盤         | CD+DVD    | PSIM-30045 | 6thシングル                          | オヒトリセレナーデ MV                            |
| 2014年11月26日  | オヒトリセレナーデ     | 通常盤             | CD        | PSIM-20036 | 6thシングル                          | オヒトリセレナーデ MV                            |
| 2015年3月1日    | エンドロール           | 通常盤             | CD        | RVCD-005   | 会場限定シングル                     |                                                  |
| 2015年3月25日   | ヨクバリーゼ           | 初回限定盤         | CD+DVD    | PSIS-30039 | 2ndミニアルバム                      | Digest Day×Bye×day MV                            |
| 2015年3月25日   | ヨクバリーゼ           | 通常盤             | CD        | PSIS-50038 | 2ndミニアルバム                      | Digest Day×Bye×day MV                            |
| 2015年8月19日   | 有頂天バブル           | 初回限定盤         | CD+DVD    | PSIM-30046 | 7thシングル                          | 有頂天バブル MV                                  |
| 2015年8月19日   | 有頂天バブル           | 通常盤             | CD        | PSIM-20037 | 7thシングル                          | 有頂天バブル MV                                  |
| 2015年12月2日   | サブカル               | 初回限定盤         | CD+DVD    | PSIM-30049 | 8thシングル                          | サブカル MV                                      |
| 2015年12月2日   | サブカル               | 通常盤             | CD        | PSIM-20040 | 8thシングル                          | サブカル MV                                      |
| 2016年4月13日   | 人生つらみちゃん       | 初回限定盤         | CD+DVD    | PSIM-30050 | 9thシングル                          | 人生つらみちゃん MV                              |
| 2016年4月13日   | 人生つらみちゃん       | 通常盤             | CD        | PSIM-20041 | 9thシングル                          | 人生つらみちゃん MV                              |
| 2016年7月13日   | ナミダヒロイン         | 初回限定盤A        | CD+DVD    | PSIM-30051 | 10thシングル                         | ナミダヒロイン MV                                |
| 2016年7月13日   | ナミダヒロイン         | 初回限定盤B        | CD+DVD    | PSIM-30052 | 10thシングル                         | ナミダヒロイン MV                                |
| 2016年7月13日   | ナミダヒロイン         | 通常盤             | CD        | PSIM-20042 | 10thシングル                         | ナミダヒロイン MV                                |
| 2016年11月30日  | UKIYO                  | 初回限定盤A        | CD+DVD    | PSIM-30053 | 11thシングル                         | UKIYO MV これまでとこれからと FULL               |
| 2016年11月30日  | UKIYO                  | 初回限定盤B        | CD+DVD    | PSIM-30054 | 11thシングル                         | UKIYO MV これまでとこれからと FULL               |
| 2016年11月30日  | UKIYO                  | 通常盤             | CD        | PSIM-20043 | 11thシングル                         | UKIYO MV これまでとこれからと FULL               |
| 2017年3月22日   | 不幸福論               | 幸福盤（通常盤A）  | CD        | PSIS-50041 | 1stフルアルバム                      | 幸福盤 TEASER 不幸盤 TEASER 砂時計 MV            |
| 2017年3月22日   | 不幸福論               | 不幸盤（通常盤B）  | CD        | PSIS-50042 | 1stフルアルバム                      | 幸福盤 TEASER 不幸盤 TEASER 砂時計 MV            |
| 2017年11月15日  | ツミトバツ             | 初回限定盤         | CD+M∞CARD | PSIM-30056 | 12thシングル                         | ツミトバツ MVFULL&DIGEST                         |
| 2017年11月15日  | ツミトバツ             | 通常盤             | CD        | PSIM-20045 | 12thシングル                         | ツミトバツ MVFULL&DIGEST                         |
| 2018年5月日30日 | メンブレさん通ります。 | 初回限定盤         | CD+M∞CARD | TFRV-1001  | 3rdミニアルバム                      | 「転んだ。」 MV サイコキラー FULL                |
| 2018年5月日30日 | メンブレさん通ります。 | 通常盤             | CD        | TFRV-1002  | 3rdミニアルバム                      | 「転んだ。」 MV サイコキラー FULL                |
| 2018年9月5日    | ハラスメント           | 初回限定盤         | CD+M∞CARD | TFRV-1003  | 13thシングル                         | ハラスメント MV                                  |
| 2018年9月5日    | ハラスメント           | 通常盤             | CD        | TFRV-1004  | 13thシングル                         | ハラスメント MV                                  |
| 2019年3月13日   | スーサイドBABY         | 初回限定盤         | CD+M∞CARD | TFRV-1005  | 14thシングル                         | スーサイドBABY MV 虚言癖 LIVE MV                 |
| 2019年3月13日   | スーサイドBABY         | 通常盤             | CD        | TFRV-1006  | 14thシングル                         | スーサイドBABY MV 虚言癖 LIVE MV                 |
| 2019年6月26日   | BOTEKURI               | 受注生産限定豪華盤 | CD+DVD    | TFRV-1007  | 15thシングル                         | BOTEKURI MV                                      |
| 2019年6月26日   | BOTEKURI               | フルボッコ盤       | CD+M∞CARD | TFRV-1008  | 15thシングル                         | BOTEKURI MV                                      |
| 2019年6月26日   | BOTEKURI               | BOTEKURI盤         | CD        | TFRV-1009  | 15thシングル                         | BOTEKURI MV                                      |
| 2019年6月26日   | BOTEKURI               | お試し盤           | CD        | TFRV-1010  | 15thシングル                         | BOTEKURI MV                                      |
| 2019年11月2日   | 初恋                   | 初回限定盤A        | CD+M∞CARD | TFRV-1011  | 16thシングル                         | 初恋 MV untouchable FULL たかが世界の終わり FULL |
| 2019年11月2日   | 初恋                   | 初回限定盤         | CD+M∞CARD | TFRV-1012  | 16thシングル                         | 初恋 MV untouchable FULL たかが世界の終わり FULL |
| 2019年11月2日   | 初恋                   | 通常盤             | CD        | TFRV-1013  | 16thシングル                         | 初恋 MV untouchable FULL たかが世界の終わり FULL |
| 2020年2月       | ドリップ               | レン盤             | CD        | RVCD-006A  | 会場限定シングル ※セルフプロデュース | ドリップPREVIEW                                  |
| 2020年2月       | ドリップ               | nisa盤             | CD        | RVCD-006B  | 会場限定シングル ※セルフプロデュース | ドリップPREVIEW                                  |
| 2020年2月       | ドリップ               | 悠盤               | CD        | RVCD-006C  | 会場限定シングル ※セルフプロデュース | ドリップPREVIEW                                  |
| 2020年2月       | ドリップ               | 凪盤               | CD        | RVCD-006D  | 会場限定シングル ※セルフプロデュース | ドリップPREVIEW                                  |

## ライブ
2012年8月18日に福岡DRUM LOGOS、8月21日に熊本DRUM Be-9 V2にて始動＆初主催イベント「筆下ろし」を開催。
2017年8月20日、六本木ニコファーレにて、PS COMPANY PRESENTS レイヴ 5周年記念ワンマンライブ『ありがとうございました。』を開催。
毎年行われているレイヴ主催のハロウィンライブ「ハメ外し大作戦」はレン曰く「1年で1番楽しい日」。2014年から毎年開催された。
2018年6〜7月に行ったONEMAN TOUR「世知辛さん通ります。」、2019年11〜12月に行ったONEMAN TOUR「初恋」で公約を掲げた各メンバーのチェキ売上枚数対決を実施。「世知辛さん通ります。」ツアー時の勝者はレン、「初恋」ツアー時の勝者は悠だった。
2013年11月7日、福岡DRUM Be-1で行われたレイヴ 3rd ONEMANのグッズでコンドームが販売された（後の2018年12月30日、恵比寿club aimで行われたBa.悠 生誕記念ONEMAN「石田の石田でスプラッシュ〜祝◯○歳＆2018年LIVE納め〜」でもコンドームを販売している）。
2019年8月21日、東高円寺二万電圧で開催されたレイヴ 7周年記念ONEMAN後夜祭&Gt.nisa生誕記念「汗も滴るいい男〜貴方へ捧げる極上の宴〜」では、セットリスト、演出、物販、衣装、ほぼ全てをnisaがプロデュースし、当日はnisaがステージ中央で、単身ギターを弾くという演出でスタートした。
レイヴのワンマンライブは雨天率が高く、みくるが雨男であるためだという説が浮上。福岡DRUM Be-1でのワンマンライブの際、浸水してきたこともあった。また、雨バンドであると同時に、冬はツアー中に大雪に見舞われ、2014年2月14-15日には九州から東京に移動してきている際に、大雪のため静岡で足止めされ、新幹線でライブ会場へと向かった。その後、レンと凪が静岡へ機材車を回収しに行くも、鍵を忘れていくというまさかの事態が発生。nisaが届けに行き、事なきを得た。

## 事件
初代ギター失踪事件
旧メンバーであるjadeが2013年5月16日に突如失踪。
活動終了に伴い悠がTwitterで回想した際「その後一度も会うことはなかった」と綴ったが、2022年10月26日、みくるの命日にjadeと見られる人物との写真を投稿。再会を果たしたと思われる。
Twitter炎上事件
2017年11月発売のニューシングル『ツミトバツ』リリースに伴う演出「レイヴ、ニューシングルで、Vo.レンが逮捕！？！？」のツイートが炎上し、物議を醸した。